# Ляди (Смоленська область)
Ля́ди (рос. Ляды) — селище у Смоленській області Росії, у Глінківському районі. Населення — 4 жителі (2007). Розташовано у центральній частині області за 6 км на схід від села Глінка, за 12 км на захід від автошляху Р-137 Сафоново — Рославль, за 6 км на північ від автодороги Р-96 Новоалександровський(А101)- Спас-Деменськ — Єльня — Починок, на лівому березі річки Устром. На південь від селища розміщується залізнична станція 524-й км на лінії Смоленськ — Сухінічі. Входить до складу Глінківського сільського поселення.

## Історія
За часів ВОВ селище було окуповано гітлерівськими військами в липні 1941 року, звільнено в ході Єльнинсько-Дорогобузької операції 1943 року.